# Миколай (Чуфаровський)
Архієпископ Миколай (в миру Олександр Матвійович Чуфаровский  народився 25 листопада 1884, село Чуфарову, Ростовський повіт, Ярославська губернія — 7 березня 1967, Ярославль) — єпископ Російської православної церкви, архієпископ Рязанський і Касимовский (1951—1963), єпископ Ростовський і Новочеркаський (1949—1951).

## Біографія
У 1908 році закінчив Ярославську духовну семінарію.
Вступив до Варшавський університет на юридичний факультет, закінчити який йому не довелося, оскільки після другого курсу змушений був прийняти сан, щоб утримувати сім'ю.
14 / 27 листопада 1910 висвячений на священика до Ростовському Успенському собору.
З 1915 року — полковий священик 206-го запасного піхотного полку.
З 1918 року — священик у Ростовському соборі, зведений митрополитом Агафангелом (Преображенським) в сан протоієрея.
З 1923 року — настоятель собору.
З 1928 року — настоятель Тихвінської церкви в Ярославлі.
З 1930 року — настоятель Донський церкви в Ярославлі.
З 1931 року — настоятель Вознесенської церкви міста Шуї Івановської області.
З 1932 року — настоятель Введенської церкви міста Рибінська.
З 1933 року — настоятель Іоанно- Богословської церкви міста  Ярославля  . З 1934 року — настоятель Леонтіевой церкви міста  Ярославля  . З 1936 року — настоятель Феодоровской церкви міста Ярославля.
З 1940 року — настоятель  Воскресенського собору  міста Тутаева, Ярославської області. З 1941 року — настоятель Вознесенської церкви м. Данилова, Ярославської області.
З 1942 року — настоятель Воскресенської церкви міста Буї,  Костромської області  .
З 1943 року — настоятель Благовіщенської церкви Яковлевской слободи Ярославської єпархії .
19 травня 1944 в Хрестовій Патріаршої церкви Єпископом Дмитровським [[Іларій (Ільїн) | Іларієм (Ільїним)] ] пострижений у чернецтво з ім'ям Миколай .
20 травня названий, а 21 травня 1944 хіротонізований на єпископа Полтавського і Кременчуцького . Хіротонію здійснювали: Патріарший Місцеблюститель Митрополит Ленінградський і Новгородський [ [ Алексій (Симанський)]], Митрополит Київський і Галицький Іоанн (Соколов) та Архієпископ Саратовський і Сталінградський [ [ Григорій (Чуков)]]
З 23 травня 1944 року — єпископ Волинський і Луцький .
З 3 січня 1945 року — єпископ Волинський і Рівненський .
З 3 січня 1946 року — єпископ Іжевський і Удмуртська .
З 30 жовтня 1947 року — єпископ Астраханський і Сталінградський .
З 12 грудня 1947 року — єпископ Орловський і Брянський .
У 1947 році нагороджений Медаллю "За доблесну працю у Великій Вітчизняній війні 1941—1945 рр..
З 8 по 18 липня 1948 був учасником церковних урочистостей з нагоди 500 -річчя автокефалії Російської Православної Церкви.
З 19 жовтня 1949 — єпископ Ростовський і Новочеркаський .
З 27 березня 1951 — єпископ Рязанський і Касимовский .
Керував роботами з розпису кафедрального Борисоглібського собору Рязані. Любив усе стародавнє, церковне, російське.
Особливу увагу приділяв хору .
25 лютого 1959 возведений у сан архієпископа .
З 1 червня 1963 звільнений на спокій .
Помер 7 березня 1967 в Ярославлі . Похований біля вівтаря Троїцької церкви селища Смоленське міста Ярославля.